# Ouanary
Pour les articles homonymes, voir Ouanary (homonymie).
Ouanary est une commune française de la Guyane.

## Géographie

### Localisation

En rouge le territoire communal de Ouanary.

La commune est située à l'est de la zone littorale, près de l'estuaire de la rivière Ouanary, qui se jette ensuite dans l'estuaire de l'Oyapock, au pied du mont de l'Observatoire. C'est l'une des plus petites communes de Guyane. Avec la présence des montagnes des Trois Pitons, l'altitude maximale de la commune est de 341 mètres. Au nord de la commune se trouve une zone côtière bordée par l'océan Atlantique. À l'est de la commune se trouve la frontière avec le Brésil.

### Communes limitrophes
Les communes limitrophes, en Guyane uniquement, sont au nombre de deux. Il s'agit de Saint-Georges-de-l'Oyapock au sud et Régina à l'ouest.
|        |         | Océan Atlantique |
| Régina | Ouanary |                  |
|        |         | Saint-Georges    |

### Climat
Le climat y est de type équatorial humide, type Af selon la classification de Koppen.

## Urbanisme

### Typologie
Ouanary est une commune rurale, car elle fait partie des communes peu ou très peu denses, au sens de la grille communale de densité de l'Insee,,,.
La commune, bordée par l'océan Atlantique au nord-est, est également une commune littorale au sens de la loi du 3 janvier 1986, dite loi littoral. Des dispositions spécifiques d’urbanisme s’y appliquent dès lors afin de préserver les espaces naturels, les sites, les paysages et l’équilibre écologique du littoral, par exemple le principe d'inconstructibilité, en dehors des espaces urbanisés, sur la bande littorale des 100 mètres, ou plus si le plan local d’urbanisme le prévoit,.

### Voies de communication et transports
L'accès à Ouanary se fait en général par pirogue par la rivière Ouanary. Toutefois, la commune dispose d'une petite piste d'atterrissage en terre d'environ 700 mètres théorique, mais qui n'accueille que des hélicoptères compte tenu de son mauvais état.

## Histoire
- 1738 : Installation des jésuites.
- 1776 : Début de l'essor agricole sous l'impulsion de Joseph Guisan.
- 1848 : Fin de l'esclavage et abandon des plantations. Fermeture de la rhumerie.
- 1949 : Bourg érigé en commune.

## Politique et administration

### Rattachements administratifs et électoraux
La commune, jusqu'alors incluse dans l'arrondissement de Cayenne, intègre, le 26 octobre 2022 l'arrondissement de Saint-Georges du département de la Guyane, nouvellement créé
Pour l'élection des députés, elle fait partie de la première circonscription de la Guyane.

### Intercommunalité
Ouanary fait partie de la communauté de communes de l'Est guyanais, un établissement public de coopération intercommunale (EPCI) à fiscalité propre créé en 2003 et auquel la commune a transféré un certain nombre de ses compétences, dans les conditions déterminées par le code général des collectivités territoriales.

### Liste des maires
| Période   | Période  | Identité        | Étiquette | Qualité                         |
| --------- | -------- | --------------- | --------- | ------------------------------- |
| 1977      |          | Lionel Sébéloué | PSG       |                                 |
| juin 1995 | mai 2020 | Éric Rozé       |           |                                 |
| mai 2020  | 2026     | Narcisse Rozé   | ...       | Agriculteur, frère du précédent |

## Population et société

### Démographie
L'évolution du nombre d'habitants est connue à travers les recensements de la population effectués dans la commune depuis 1961, premier recensement postérieur à la départementalisation de 1946. À partir de 2006, les populations de référence des communes sont publiées annuellement par l'Insee. Le recensement repose désormais sur une collecte d'information annuelle, concernant successivement tous les territoires communaux au cours d'une période de cinq ans. Pour les communes de moins de 10 000 habitants, une enquête de recensement portant sur toute la population est réalisée tous les cinq ans, les populations de référence des années intermédiaires étant quant à elles estimées par interpolation ou extrapolation. Pour la commune, le premier recensement exhaustif entrant dans le cadre du nouveau dispositif a été réalisé en 2007.

En 2022, la commune comptait 200 habitants, en évolution de +9,89 % par rapport à 2016 (Guyane : +7,07 %, France hors Mayotte : +2,11 %).
| 1961 | 1967 | 1974 | 1982 | 1990 | 1999 | 2006 | 2007 | 2012 |
| ---- | ---- | ---- | ---- | ---- | ---- | ---- | ---- | ---- |
| 255  | 157  | 121  | 89   | 82   | 92   | 86   | 85   | 124  |

| 2017 | 2022 | - | - | - | - | - | - | - |
| ---- | ---- | - | - | - | - | - | - | - |
| 200  | 200  | - | - | - | - | - | - | - |

## Culture locale et patrimoine

### Lieux et monuments
- C'est à proximité de Ouanary que se trouvait le bagne de la montagne d'Argent (presqu'île de l'estuaire de l'Oyapock).
- Église de la Sainte-Vierge d'Ouanary. L'église est dédiée à la sainte Vierge Marie.

### Personnalités liées à la commune

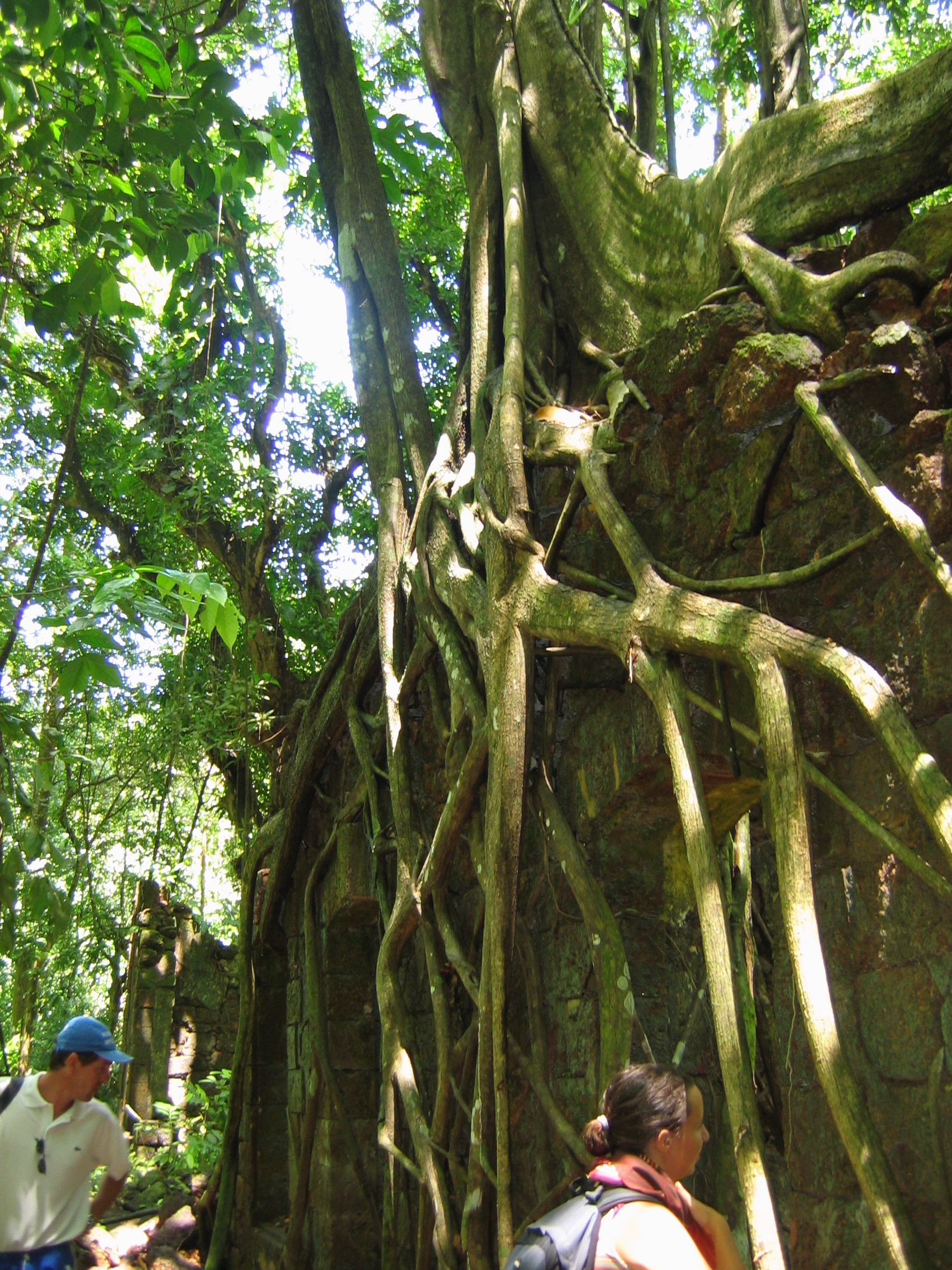
Bagne de la montagne d'Argent à l'embouchure du fleuve Oyapock.

- Joseph Guisan (1740-1801), ingénieur suisse.
- José Sébéloué (1948-2023), chanteur et guitariste de la Compagnie créole, est né à Ouanary.
- Hubert Sébéloué (1956-2021), frère cadet du précédent, footballeur professionnel.